# Optikai mélység
Az optikai mélység az optikai átlátszóság jellemzője, mértéke. Az optikai mélység definíció szerint az eredeti sugárzás azon részének negatív természetes logaritmusa, mely adott optikai útvonalon szóródás vagy elnyelődés nélkül jut el a megfigyelőig. Az optikai mélység dimenzió nélküli mennyiség, bár a távolság monoton növekvő függvénye, és zéróhoz közelít, ha az optikai útvonal is közelít a zéróhoz.

## Egyenlet
A közegen áthaladó fény intenzitás aránya az optikai mélység exponenciális függvénye. Ha {\displaystyle I_{0}} a fényforrás intenzitása, és a megfigyelőnél {\displaystyle I}, akkor a {\displaystyle \tau } optikai mélység a következő egyenlet szerint alakul:
{\displaystyle I/I_{0}=e^{-\tau }.\,}
Ha az optikai mélység lényegesen kisebb egynél, a közeg gyakorlatilag teljesen átlátszó; ha pedig sokkal nagyobb egynél, akkor átlátszatlan a közeg.

## Asztronómia
Egy csillag fotoszférája az a felület, ahol az optikai mélység 2/3. Ez azt jelenti, hogy a fotoszférából emittált minden foton átlagosan egyszer szóródik, mielőtt eléri a megfigyelőt. Egy csillag felületét a Stefan–Boltzmann-törvényben definiált effektív hőmérséklet határozza meg, Nap effektív hőmérséklete 2/3 optikai mélységnél fordul elő. Ez azt jelzi, hogy egy csillag felülete nem az atmoszféra tetején van, ahol az optikai mélység nulla. A csillagok mélyen az atmoszférájuk belsejében figyelhetők meg. A neutroncsillagok kivételével a csillagoknak nincs szilárd felszínük. Ezért a Nap vagy más csillagok fotoszférája tipikusan a látható felületet jelenti.